# Lepidagathis balakrishnanii
Lepidagathis balakrishnanii är en akantusväxtart som beskrevs av S. Remadevi och Binoj Kumar. Lepidagathis balakrishnanii ingår i släktet Lepidagathis och familjen akantusväxter. Inga underarter finns listade i Catalogue of Life.